# Boys Noize
Boys Noize is een Duitse electro/techno producer en dj, genaamd Alexander Ridha. Boys Noize is ook de naam van Ridha's label, Boysnoize Records, opgericht in 2005.
Boys Noize heeft nummers uitgebracht onder het Franse label Kitsuné Music, Tiga's Turbo Records label en onder DJ Hell's International DeeJay Gigolo Records.
Boys Noize heeft voor onder andere Tiga, Para One, Leslie Feist, Kreeps, Depeche Mode en Justice remixes gemaakt, maar hij heeft ook populaire indie-nummers geremixt, waaronder "Banquet" van Bloc Party en "Everyday I Love You Less and Less" van Kaiser Chiefs. Boys Noize's nummers en remixes worden onder andere gedraaid door dj's als Erol Alkan, Dr. Lektroluv, Mat Payne, 2 Many DJ's en Tiga.
Alex Ridha heeft ook ep's uitgebracht onder de namen 909d1sco en Kid Alex.
Boys Noize's debuutalbum "Oi Oi Oi" is uitgebracht in 2007. De eerste single die van het album is uitgebracht heet Don't Believe The Hype en bevat twee remixes van Surkin.

## Discografie

### Albums
- "Oi Oi Oi" (2007)
- "Oi Oi Oi Remixed" (2008)
- "A Bugged Out Mix by Boys Noize" (2008)
- "Power" (2009)
- "Boys Noize Presents Super Acid" (2011)
- "Out of the Black" (2012)
- "Mayday" (2016)

### Ep's
- "Are You In?" (2005)
- "Erole Attakk" (2006)
- "Kill The Kid" (2006)
- "Starter" (2009)

### Singles
- "Don't Believe The Hype" (2007)
- "Lava Lava" (2007)
- "& Down" (2007)
- "Jeffer" (2009)

### Remixes
- "Auf Der Lauer Aua Aua" door Göpfrich & Gerlach (2005)
- "My Conversation" door Kid Alex (2005)
- "Shadowbreaker" door John Starlight (2005)
- "Daily Disco" door Lützenkirchen (2006)
- "All I Wanna Do Is Break Some Hearts" door Kreeps (2006)
- "Banquet" door Bloc Party (2006)
- "Bom Bom Bom" door Living Things (2006)
- "Dudun-Dun" door Para One (2006)
- "Frau" door I-Robots (2006)
- "Le Disko" door Shiny Toy Guns (2006)
- "Personal Jesus" door Depeche Mode (2006)
- "Move My Body" door Tiga (2006)
- "You Gonna Want Me" door Tiga (2006)
- "The Acid Never Lies" door Riot In Belgium (2006)
- "Cocotte" door Teenage Bad Girl (2006)
- "My Moon My Man" door Feist (2006)
- "Fine Dining With The Future" door Foreign Islands (2006)
- "Phantom Pt II" door Justice (2007)
- "Arcadia" door Apparat (2008)
- "Sexual Eruption" door Snoop Dogg (2008)
- "Working Together" door Gonzales (2008)
- "Lights & Music" door Cut Copy (2008)
- "L’Amour Et La Violence" door Sebastien Tellier (2008)
- "Say Whoa" door A-Trak (2008)
- "It Has Been Said" door Darmstadt (2008)
- "Focker" door Late of the Pier (2008)
- "When You're Around" door Frankmusik (2008)
- "Happy Up Here" door Röyksopp (2009)
- "Horsepower" door CJ Bolland (2009)
- "Hot 'n Fun" door N*E*R*D (2010)

- Gemeinsame Normdatei: 13532856X
- International Standard Name Identifier: 0000 0000 5733 2154
- Library of Congress Control Number: no2009179659
- MusicBrainz: d2f4a968-1f6e-4a4a-9376-ee2b2a50c87a
- Virtual International Authority File: 80112035
- WorldCat: E39PBJdMdhP9Tf77pgrtDtkqwC